# USS Winston S. Churchill (DDG 81)
Az USS Winston Churchill (DDG 81) egy irányított rakétákkal felszerelt romboló, az Amerikai Haditengerészet által üzemeltetett Arleigh Burke osztály egysége. Az osztályt Arleigh Burke tengernagyról nevezték el, aki a második világháború egyik leghíresebb amerikai rombolóparancsnoka volt, míg a Winston Churchill névadója Winston Churchill (1874–1965) brit miniszterelnök.
A Winston Churchill az Arleigh Burke osztály 31 egysége, a Flight IIA elnevezésű sorozat tagja, de a Winston Churchill-t (és ezután az összes új hajót) az 5 hüvelykes (127 mm) Mk-45 hajóágyú új változatával szerelték fel, aminek a csöve 62 kaliber (7,8 m) hosszú volt és hatótávolsága elérte a 32 km-t.

## Építése

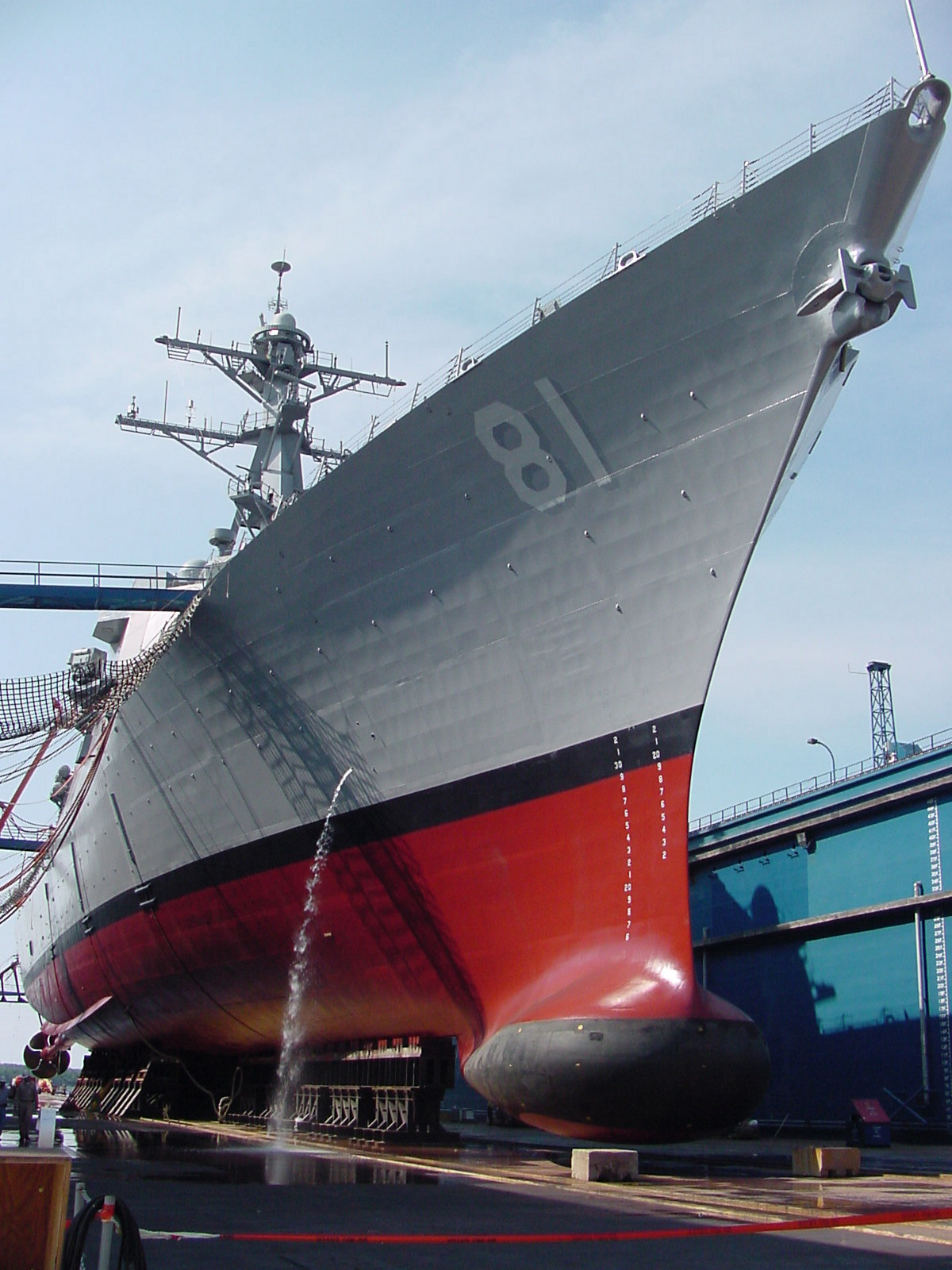
A Winston Churchill szárazdokkban, a Maine állambeli Bath Iron Works hajógyárában. Az első nagyjavításra 2002 augusztusában került sor, a hajó szolgálatba állítása után, az ún. Post Shakedown Availability során korszerűsítették a hajó felszereléseit, elektronikai rendszereit és a legénység szálláskörletét.

A Winston Churchill-t 1995. január 6-án rendelte meg a haditengerészet az építést végző Bath Iron Works hajóépítő vállalatnál. A hajó gerincét 1998. május 7-én fektették le, és 1999. április 17-én bocsátották vízre. A hajó vízre bocsátási és névadási ceremóniáján részt vett Lady Soames, Winston Churchill lánya és Mrs. Janet Cohen, az akkori amerikai hadügyminiszter felesége. A Churchill első parancsnoka Michael T. Franken sorhajókapitány (jelenleg ellentengernagy) volt.
A Winston Churchill 2001. március 10-én állt szolgálatba és a haditengerészet jelenlegi tervei szerint 2036-ig lesz aktív. Az amerikai haditengerészet hajói közül a Churchill az egyetlen, amelyen a Brit Királyi Haditengerészet egyik tisztje állandó jelleggel szolgálatot teljesít. Emellett a Churchill az egyetlen hajó, amelyen az amerikai haditengerészeti lobogó mellett a brit haditengerészeti lobogót is felhúzzák.

## Elnevezése

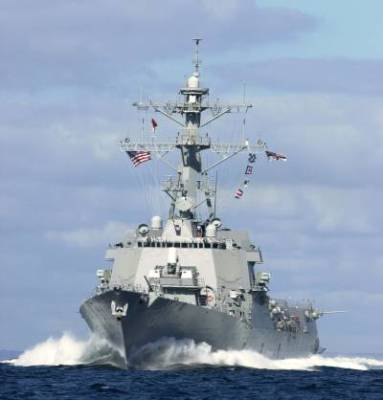
A Winston Churchill nagy sebességgel hajózik a La Manche-csatorna vizein. A képen jól kivehető az amerikai és a brit haditengerészeti lobogó - az amerikai hadihajók közül egyedül a Churchill húzza fel mindkettőt egyszerre.

A hajót Winston Churchill brit miniszterelnökről nevezték el és jelenleg ez az egyetlen hajó az amerikai haditengerészetben, amelyet egy nem-amerikai személyről neveztek el.
1995. november 29-én Bill Clinton amerikai elnök nagy-britanniai látogatása során jelentette be, hogy a haditengerészet egyik hajóját az egykori miniszterelnök, tiszteletbeli amerikai állampolgár Churchill után nevezik el. 1975 óta nem került sor arra, hogy külföldiről nevezzék el az amerikai haditengerészet egyik hajóját, és összesen négy amerikai hadihajó viselte brit állampolgár nevét.
- Az Amerikai Egyesült Államok Haditengerészete Alfred névre keresztelte az egyik felfegyverzett kereskedelmi hajót, amely az amerikai függetlenségi háborúban harcolt az angol flotta ellen (Alfréd wessexi király után).
- A haditengerészet egyik fregattja Sir Walter Raleigh nevét viselte (a többi USS Raleigh hajót már az Észak-Karolina államban található város után nevezték el).
- Az USS Effingham (1777) Effigham 3. grófjának nevét viselte, aki inkább lemondott a brit hadseregben viselt tiszti rangjáról, semmint az amerikai "lázadók" ellen harcoljon a függetlenségi háború során[5]
- Az USS Harold E. Holt (FF-1074) nevű fregattot a Brit Nemzetközösség egyik miniszterelnöke, az ausztrál Harold Holt után nevezték el (aki 1967-ben feltehetően a tengerbe veszett).

## Jellegzetességei
A Winston Churchill az Arleigh Burke osztály Flight IIA sorozatú hajói közül az első, amelyet az Mk-45 127 mm-es ágyú hosszú csövű változatával (Mod 4.) szereltek fel. A változtatást azért hajtották végre, hogy megnöveljék az ágyú hatótávolságát (amely így eléri a 36 km-t) hagyományos lövedékekkel, illetve képessé tegyék a korszerű, megnövelt hatótávolságú irányított lövedékek (Extended Range Guided Munitions, ERGM) kilövésére. Az ERGM lövedékek hatótávolsága eléri a 110 km-t. Az ágyú beszerelése után számos tesztet kellett elvégezni annak felderítésére, hogy a hajó szerkezete kibírja-e az ERGM lövedékek kilövésekor fellépő megnövelt erőhatásokat.
2002-ben az első nemzetközi kiküldetés után a Churchill visszatért a Bath Iron Works szárazdokkjába, ahol egyrészt az ilyenkor esedékes nagyjavítást végezték el, másrészt korszerűsítéseket is elvégeztek. Utóbbi keretében átkonfigurálták a harci információs központot (Combat Information Center), korszerűsítették a passzív ellenintézkedési-álcázási rendszert (Passive Countermeasure System) és a haditengerészeti tűzvezető rendszert (Naval Fires Control System, NFCS), valamint számos kisebb javítást, korszerűsítést a hajó parancsnoki, vezérlési, információs és kommunikációs berendezéseiben.

## Haditengerészeti szolgálata

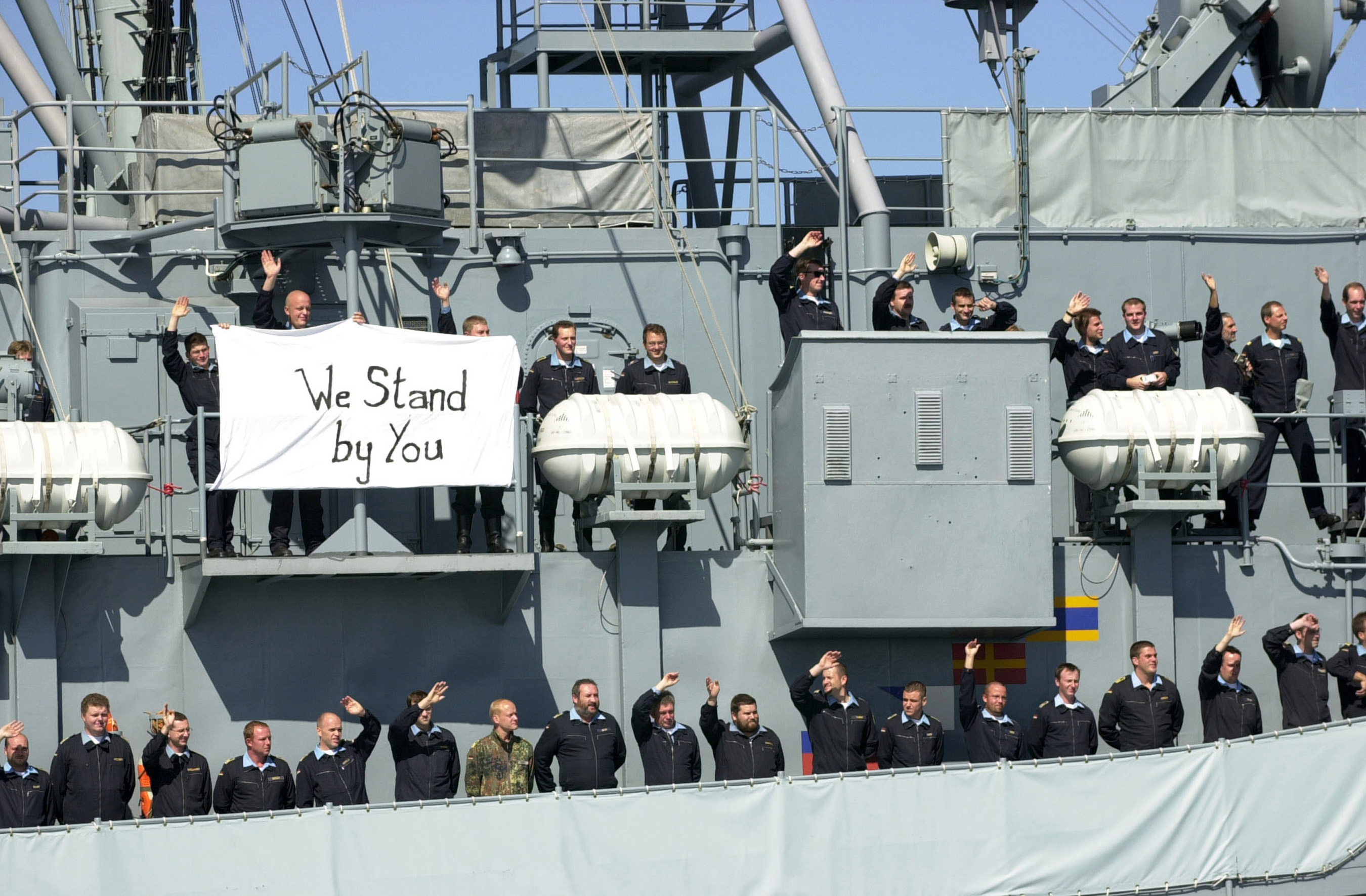
A Lutjens legénységének tiszteletadása a szeptember 11-i terrortámadások után. 2011. szeptember 14.

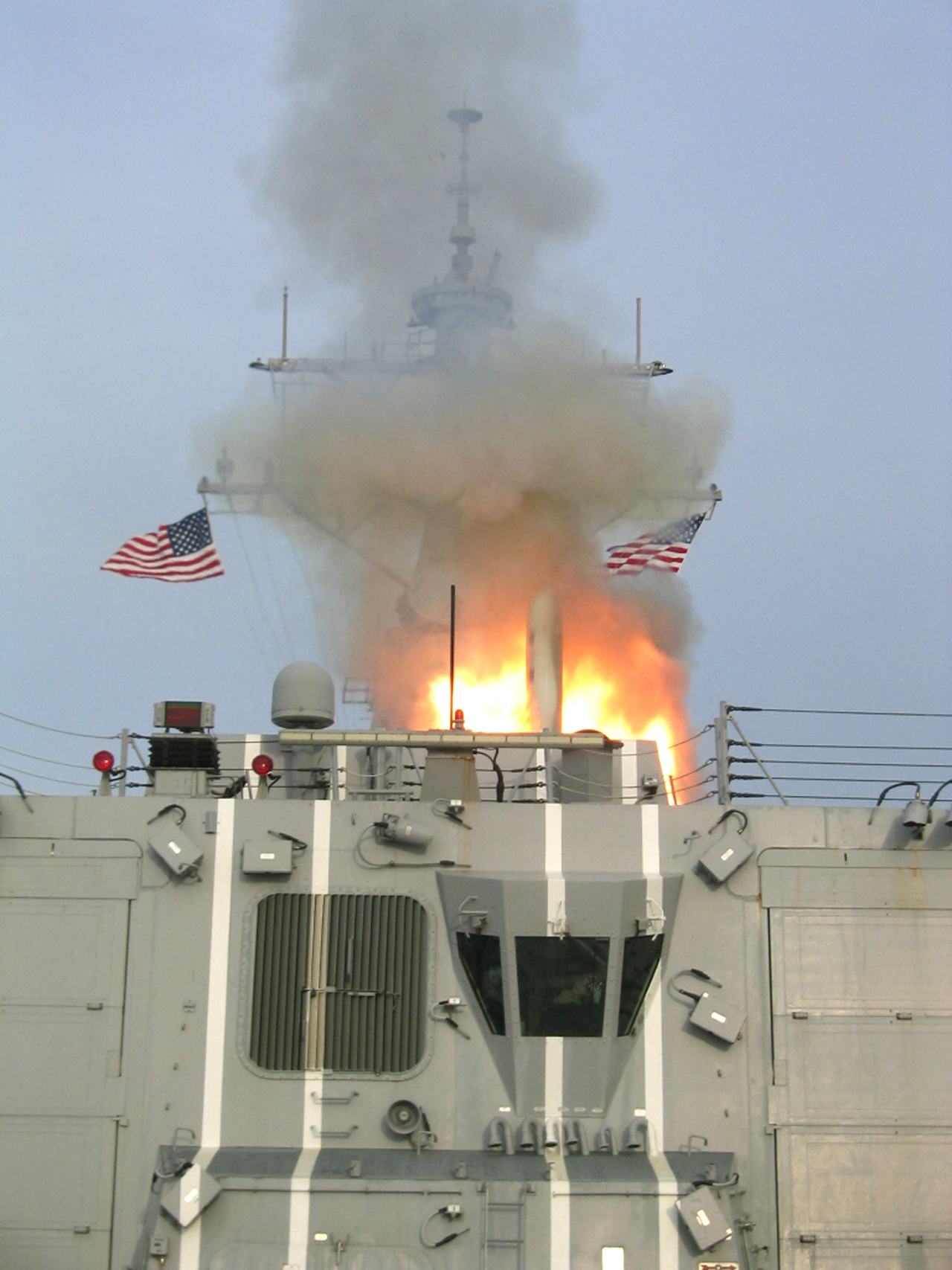
Egy Tomahawk cirkálórakéta kilövése 2003-ban a Churchill hátsó fedélzetén található függőleges kilövőállásból. A kép két szélén jól láthatók még a hátsó helikopterhangárok ajtói és közöttük a helikopterek le- és felszállását irányítók szolgálati helyének ablakai.

Szolgálatba állítása után nem sokkal, 2001. május 14-én a Churchill Florida partjai mentén víz alatti robbantási teszt alanya volt. A teszt során több, különböző távolságú víz alatti robbantást hajtottak végre, egyenként 7 tonna robbanóanyag felhasználásával. A kísérlet célja az volt, hogy adatot gyűjtsenek a robbanásoknak a hajótestre gyakorolt hatásából és a hajótest ellenállóképességéről (a kísérletre nem sokkal az USS Cole elleni bombatámadás után került sor). A teszt során a Churchill csak kisebb sérüléseket szenvedett.
2001. szeptember 14-én, a szeptember 11-i terrortámadások után 3 nappal a német FGS Lütjens (D185) hadihajó a Churchill-hez közel hajózott és a német tengerészet azzal mutatták ki együttérzésüket, hogy felsorakoztak a hajó fedélzetén, egyikük pedig egy We Stand By You ("Veletek vagyunk") feliratú zászlót tartott.
2003 januárjában a Winston Churchill az USS Theodore Roosevelt (CVN-71) repülőgép-hordozó által vezetett hajó-harccsoport tagjaként részt vett az Operation Iraqi Freedom hadműveletben, amelynek során számos Tomahawk cirkálórakétát lőtt ki. 2003 májusában tért vissza Norfolkba.
2005. augusztus 22-én a Churchill összeütközött az USS McFaul (DDG-74) rombolóval Florida partjai mentén. A két hajó csak kisebb sérüléseket szenvedett, és a fedélzeten lévők közül senki sem sérült meg. A két hajó saját erejéből tudott visszatérni a norfolki haditengerészeti támaszpontra, hogy kijavítsák a károkat.
2006. január 22-én a Winston S. Churchill az Indiai-óceánon végzett járőrözés közben elfogott egy feltételezett kalózhajót, miközben a szomáliai kalózkodás elleni nemzetközi hadműveletben vett részt.
2001. szeptember 26-án az Ádeni-öbölben a Churchill egy motorhibás hajóval találkozott. Miután sikertelen kísérletet tettek a hajó motorjának kijavítására, a Churchill vontatókötélre vette a mozgásképtelen hajót és Szomália felé vontatta. Szeptember 27-én egy másik hajó élelmiszerszállítmányt vitt a hajó 85 utasának, azonban azok egyszerre rohanták meg a hajó egyik oldalát, amely aztán oldalára billent és elsüllyedt. A Churchill végül 61 utast tudott csak kimenteni, akiket Szomáliába szállított.

## További képek

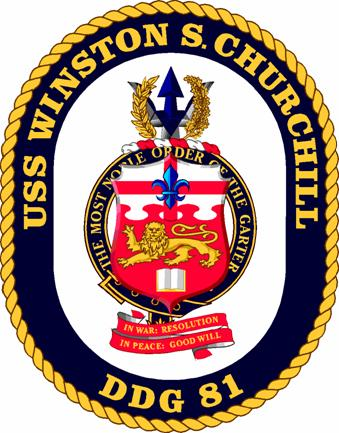
A Winston Churchill jelvénye, jelmondata: "In war: Resolution" / "In peace: Good Will". 1953-ban II. Erzsébet brit királynő a Térdszalagrend lovagjának nevezte ki Churchill-t, ezért a hajó címere a rend címerét idézi.
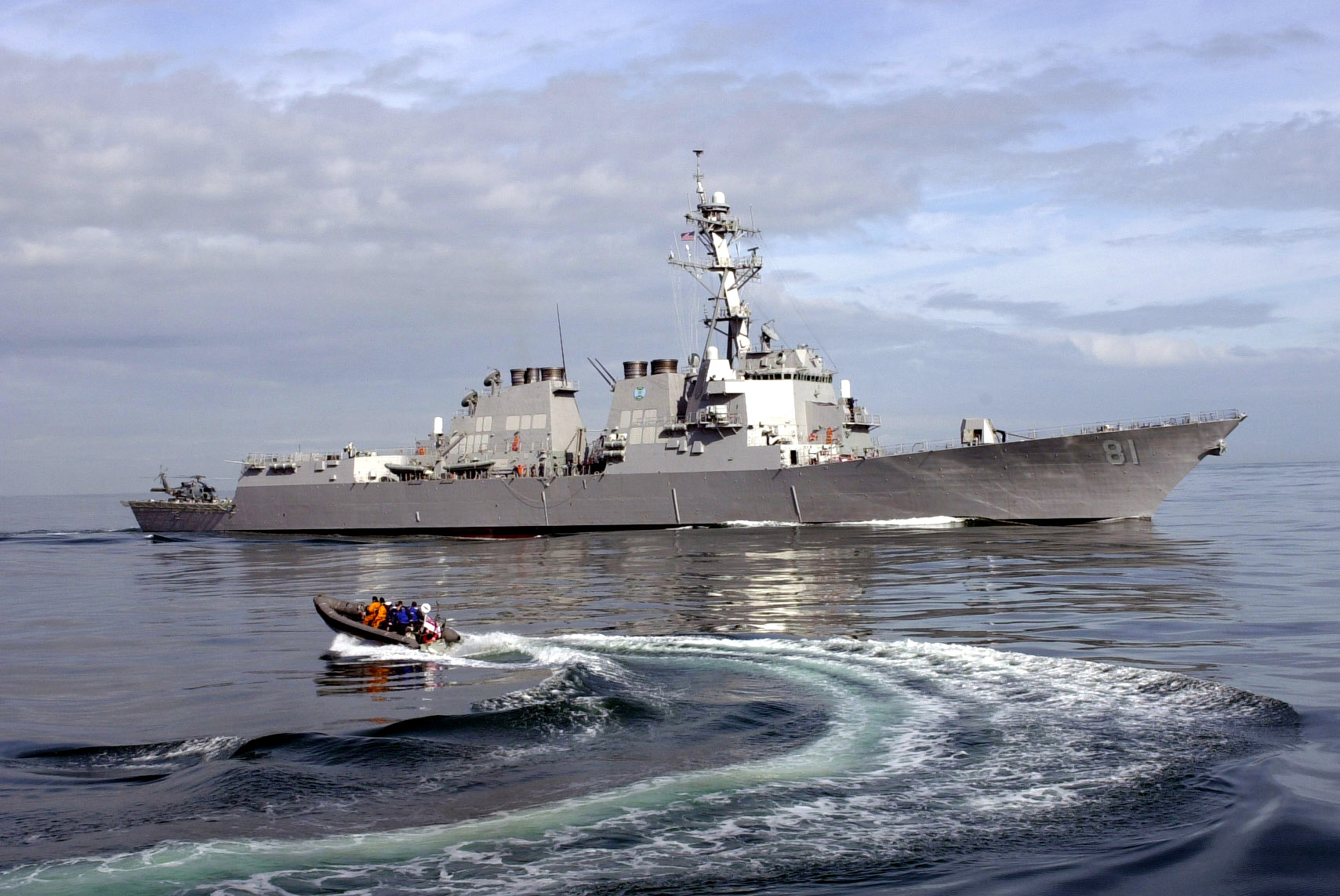
A Churchill matrózai visszatérnek a hajóra a brit HMS Monmouth hadihajót tett látogatásról, 2001. augusztus 22.
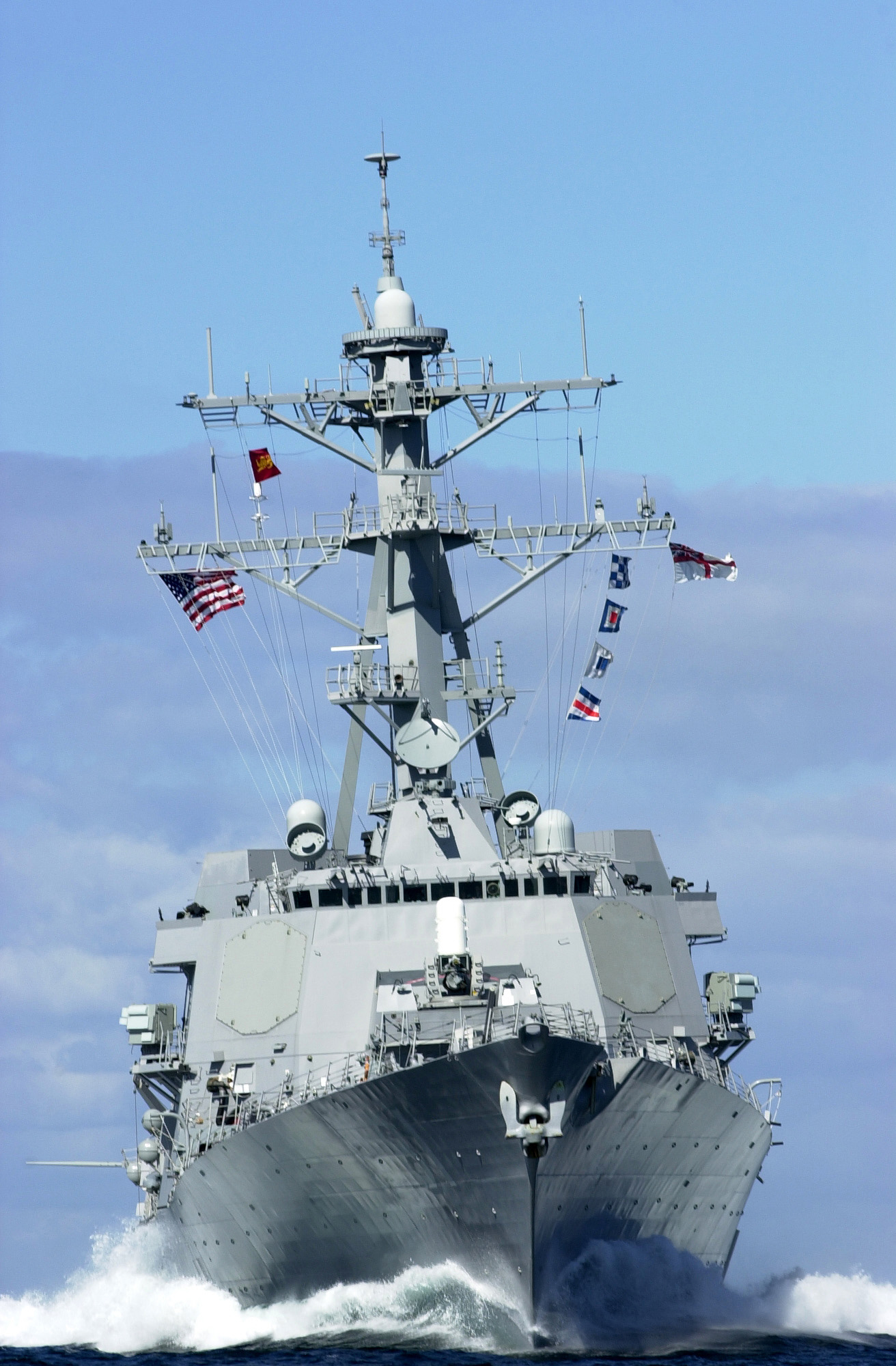
A Churchill a La Manche-csatornán. A hajó első útja Nagy-Britanniába vezetett a szolgálatba állítás után.
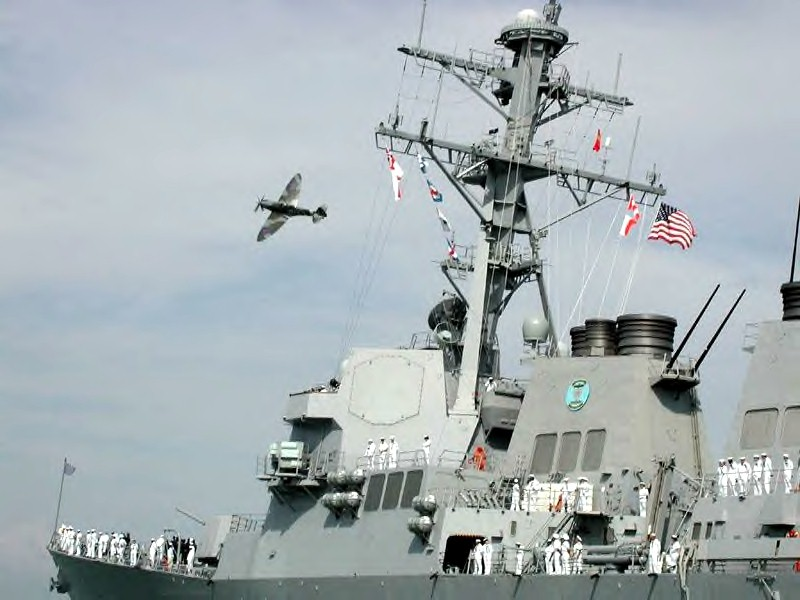
Egy második világháborús Spitfire vadászrepülőgép átrepülést hajt végre a Churchill felett. 2001. augusztus 22.
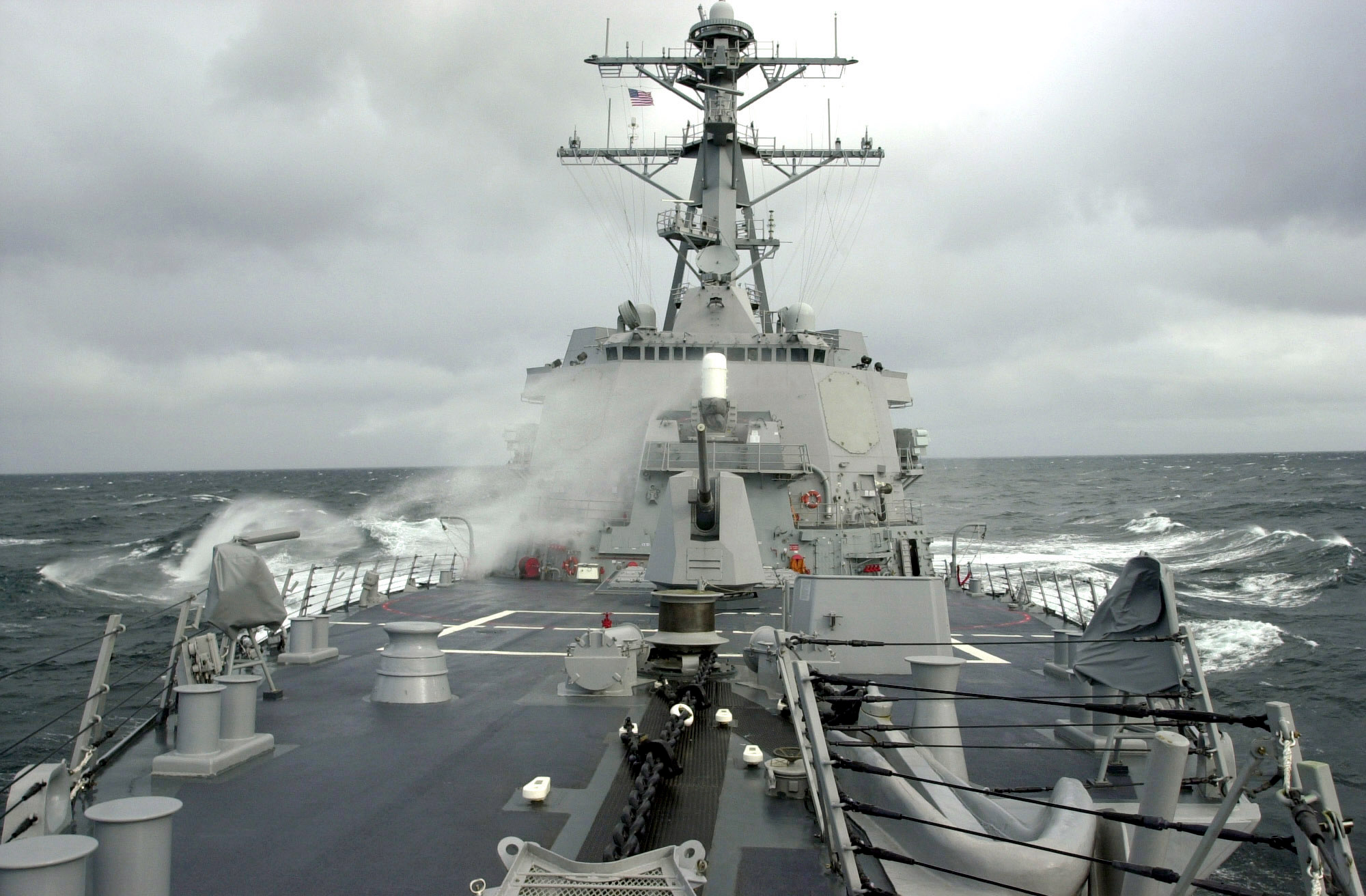
A viharos szél sós permettel lepi be a Churchill első fedélzetét. A hajó a viharos Atlanti-óceánon tért vissza honi kikötőjébe az első külföldi útja után. 2001 októbere.
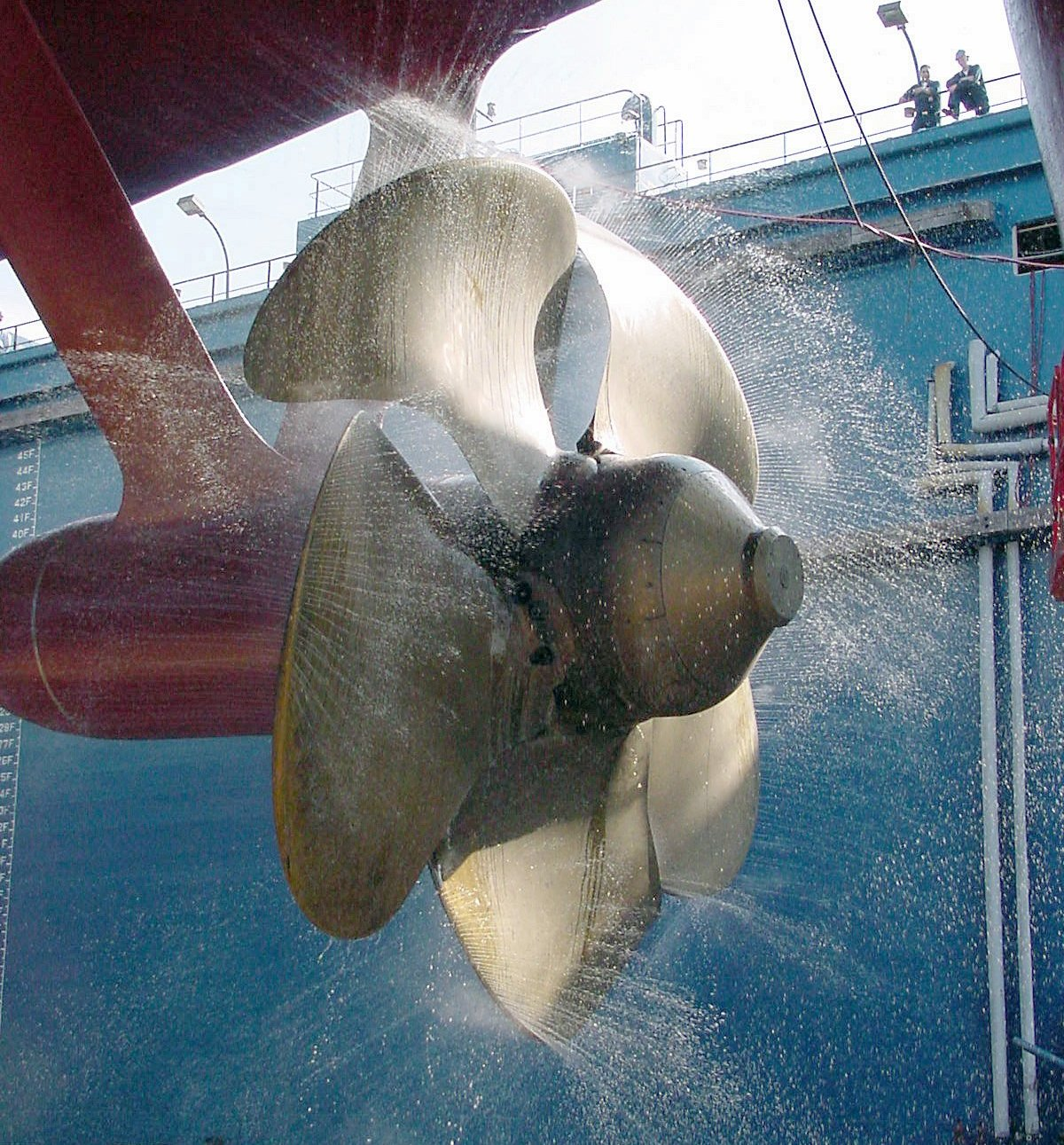
A Churchill hajócsavarja az első nagyjavítás során. A hajócsavar lapátjain vizet és levegőt nyomnak keresztül, amely nagy sebességű hajózásnál csökkentik a kavitációt.
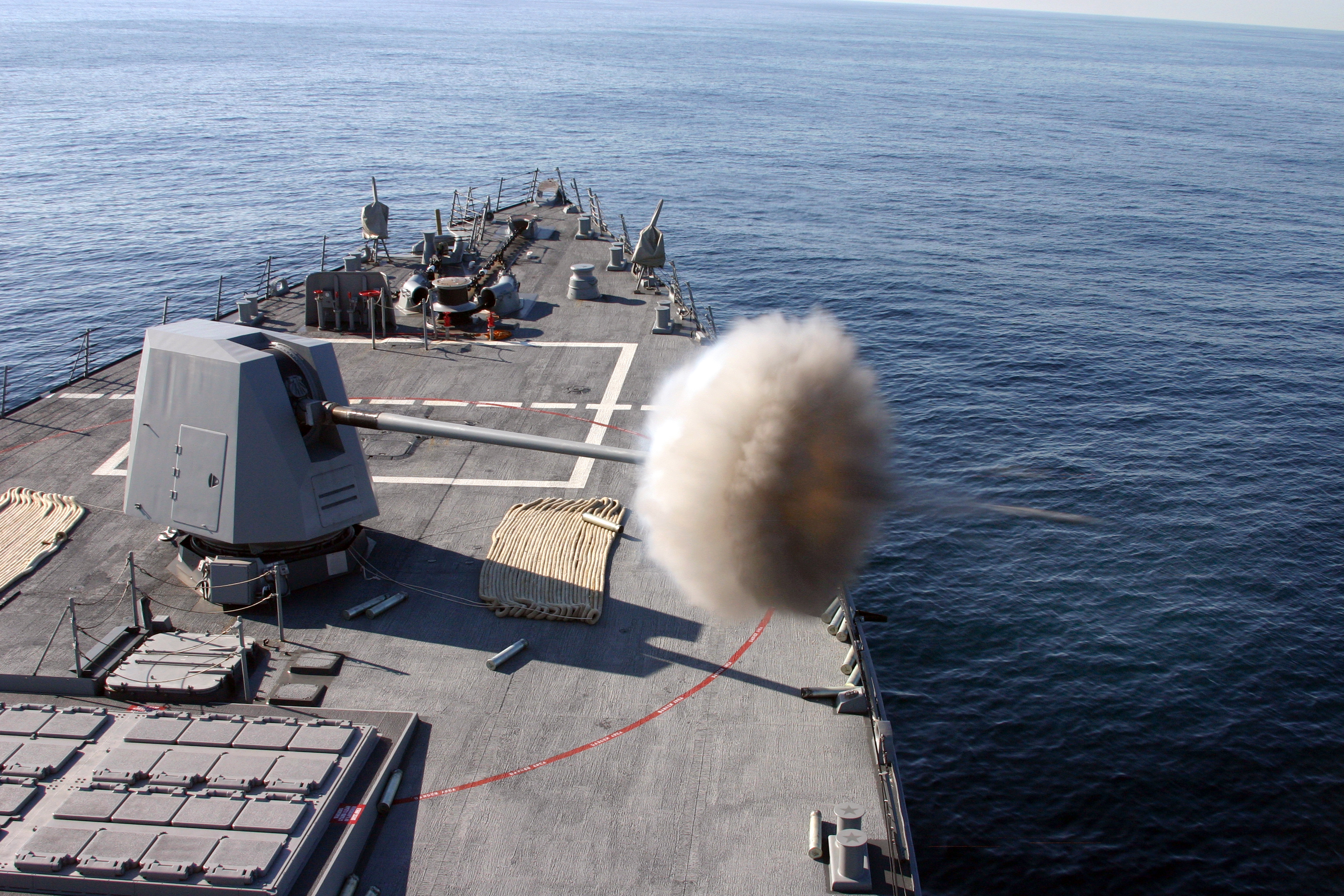
Éles lőgyakorlat a hajó 127 m-es Mk-45 Mod 4/62 cal. ágyújával, 2004. szeptember 22. A Mk 171 Extended Range Guided Munition (ERGM) lőszer képes koordinátákat fogadni az ágyú irányzóberendezéséből. A lövedék ennek és 110 km-es hatótávolságának köszönhetően a horizonton túli célpontokat is képes megsemmisíteni.
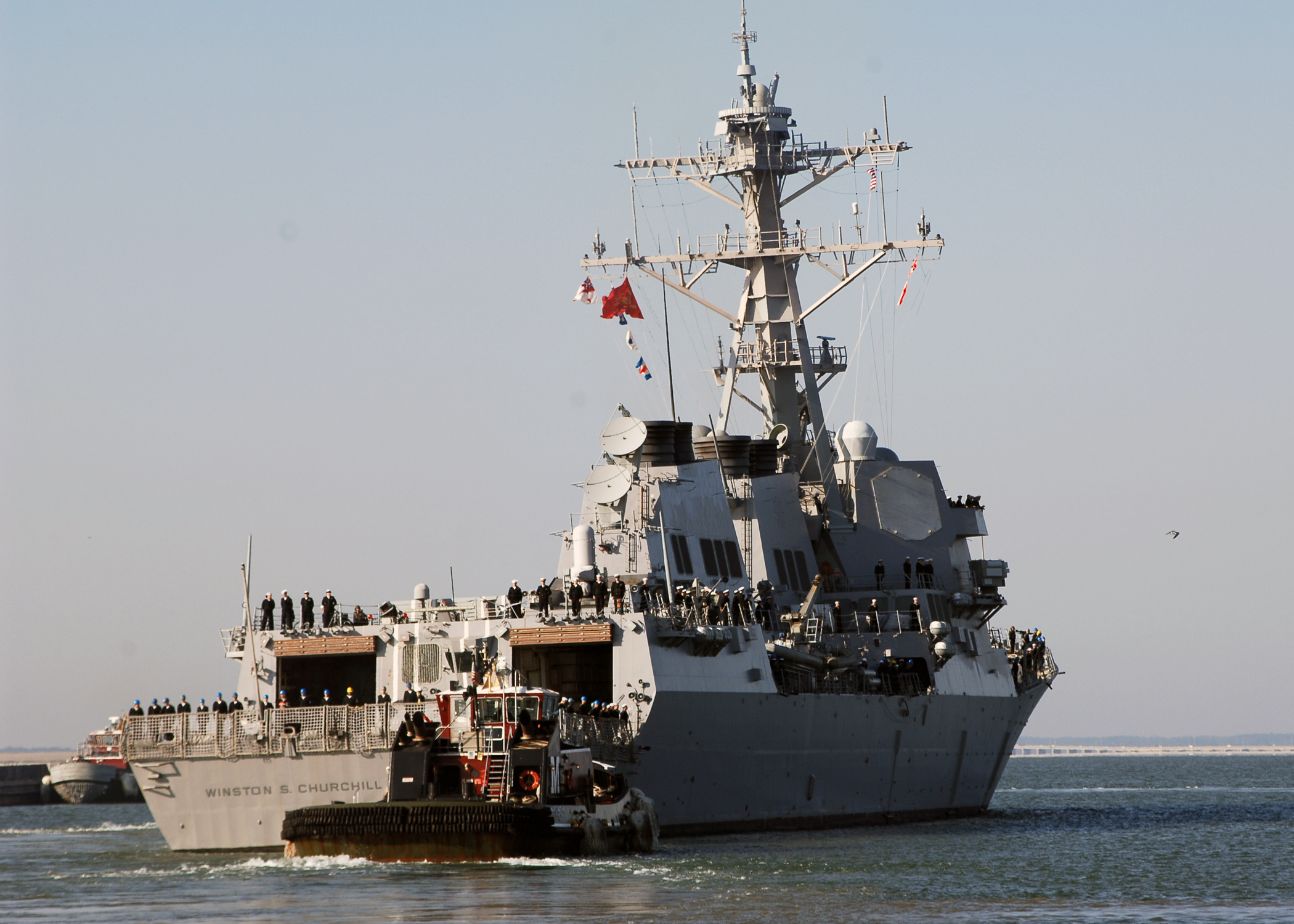
A Churchill elhagyja a norfolki haditengerészeti támaszpontot 2007-ben. A hajó az USS Harry S. Truman repülőgép-hordozó által vezetett hajó-harccsoport tagjaként indult útnak a Perzsa-öböl felé, 2007. november 5-én.
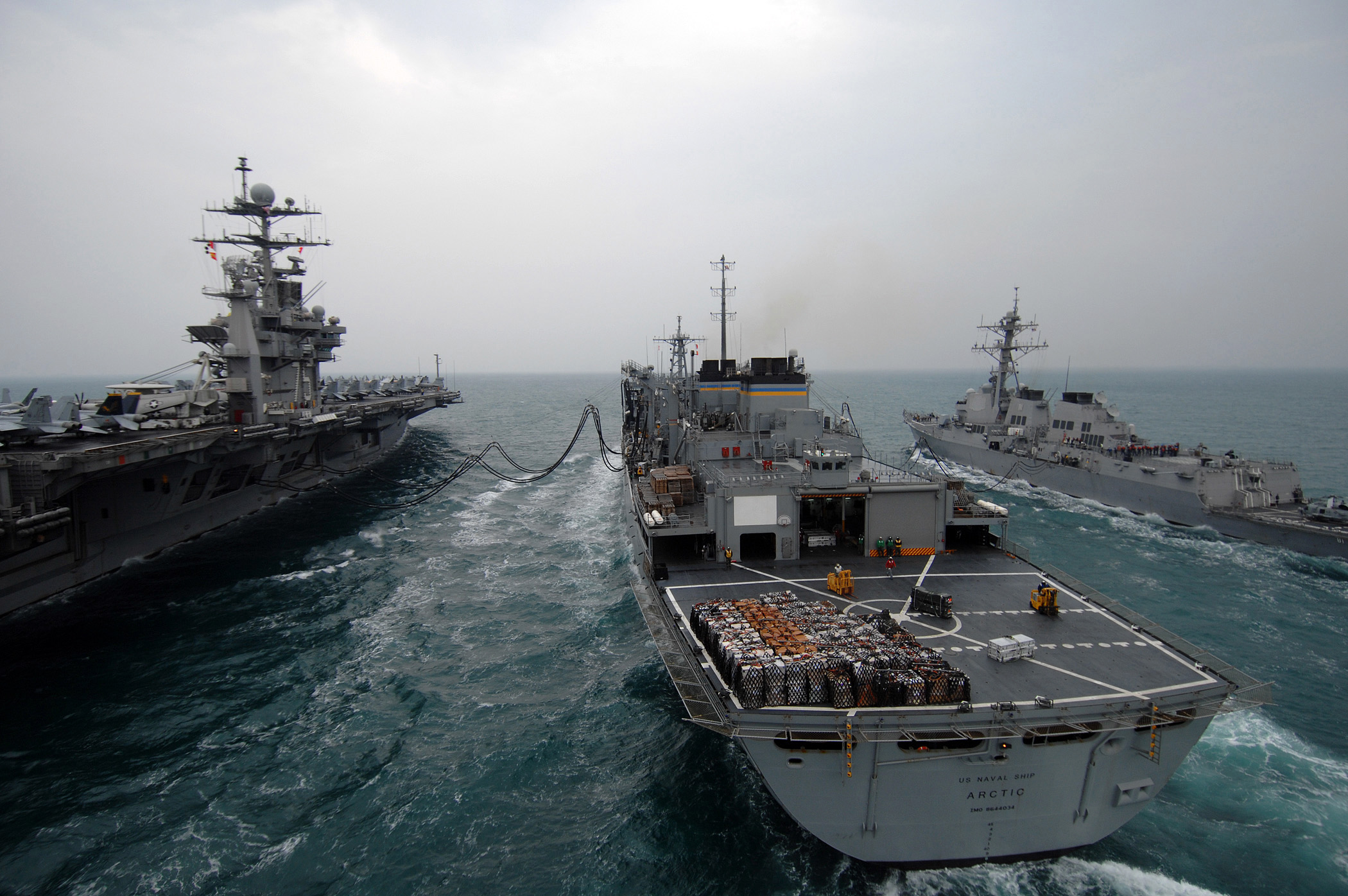
Az USS Harry S. Truman (CVN–75) és a Churchill utánpótlást vételeznek a nyílt tengeren az USNS Arctic (T-AOE 8) ellátóhajóról, a Perzsa-öböl térségében, 2008. január 23.
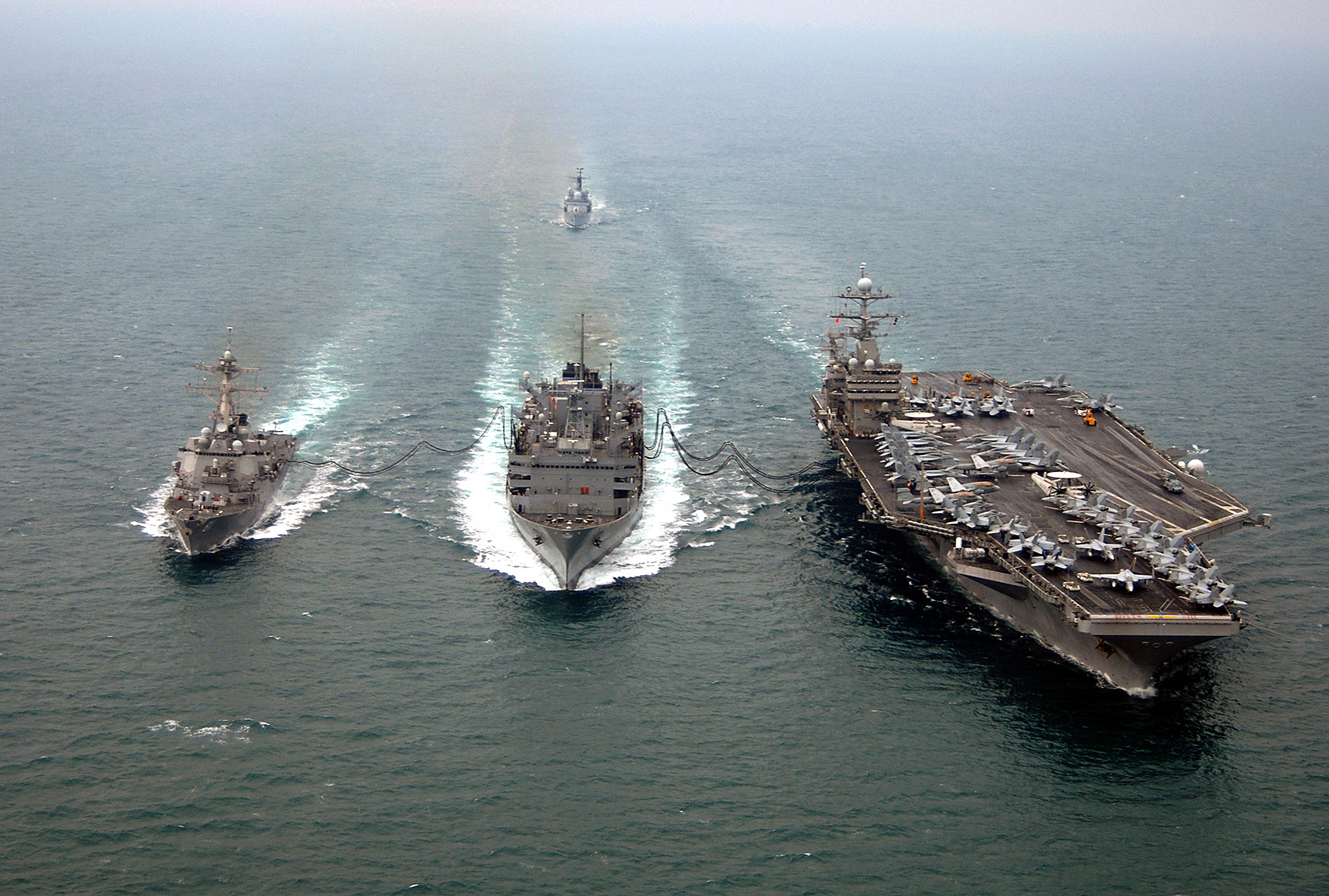
A Harry S. Truman és a Churchill üzemanyagot vételeznek.
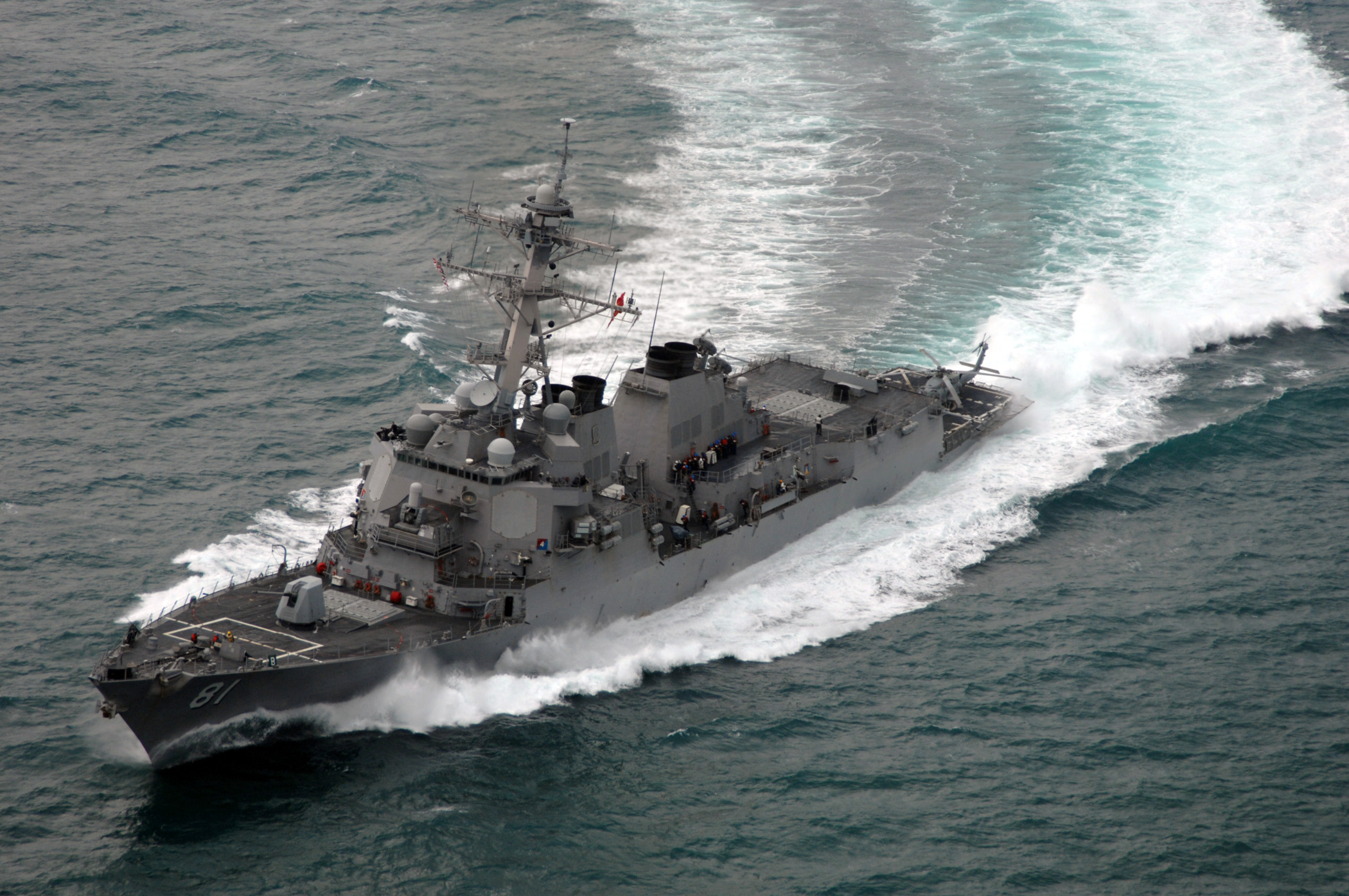
A Churchill nagy sebességű manővert hajt végre a nyílt tengeri utánpótlás-vételezés után.
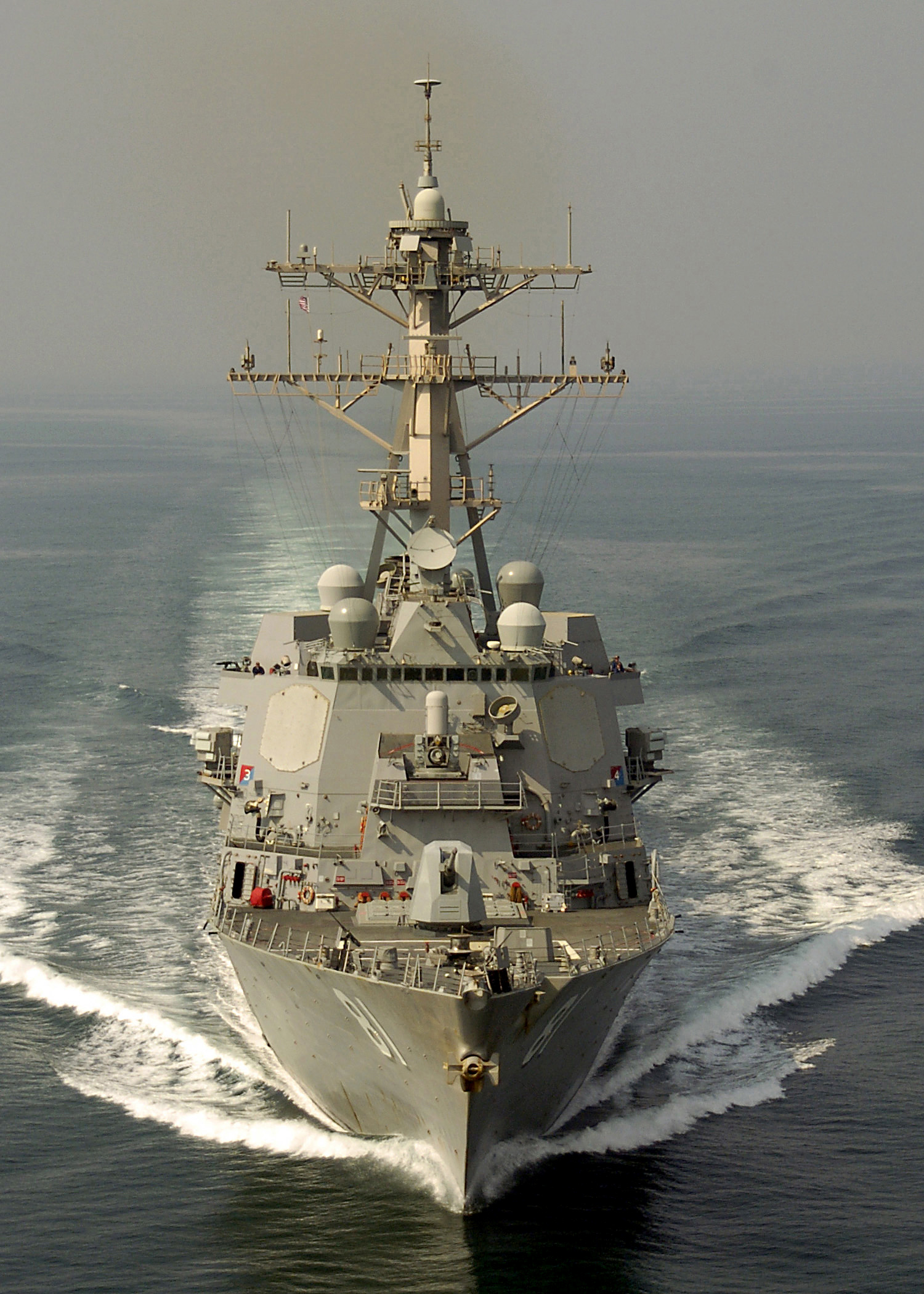
A Winston Churchill egyedül járőrözik a Perzsa-öbölben, 2008. február 11.
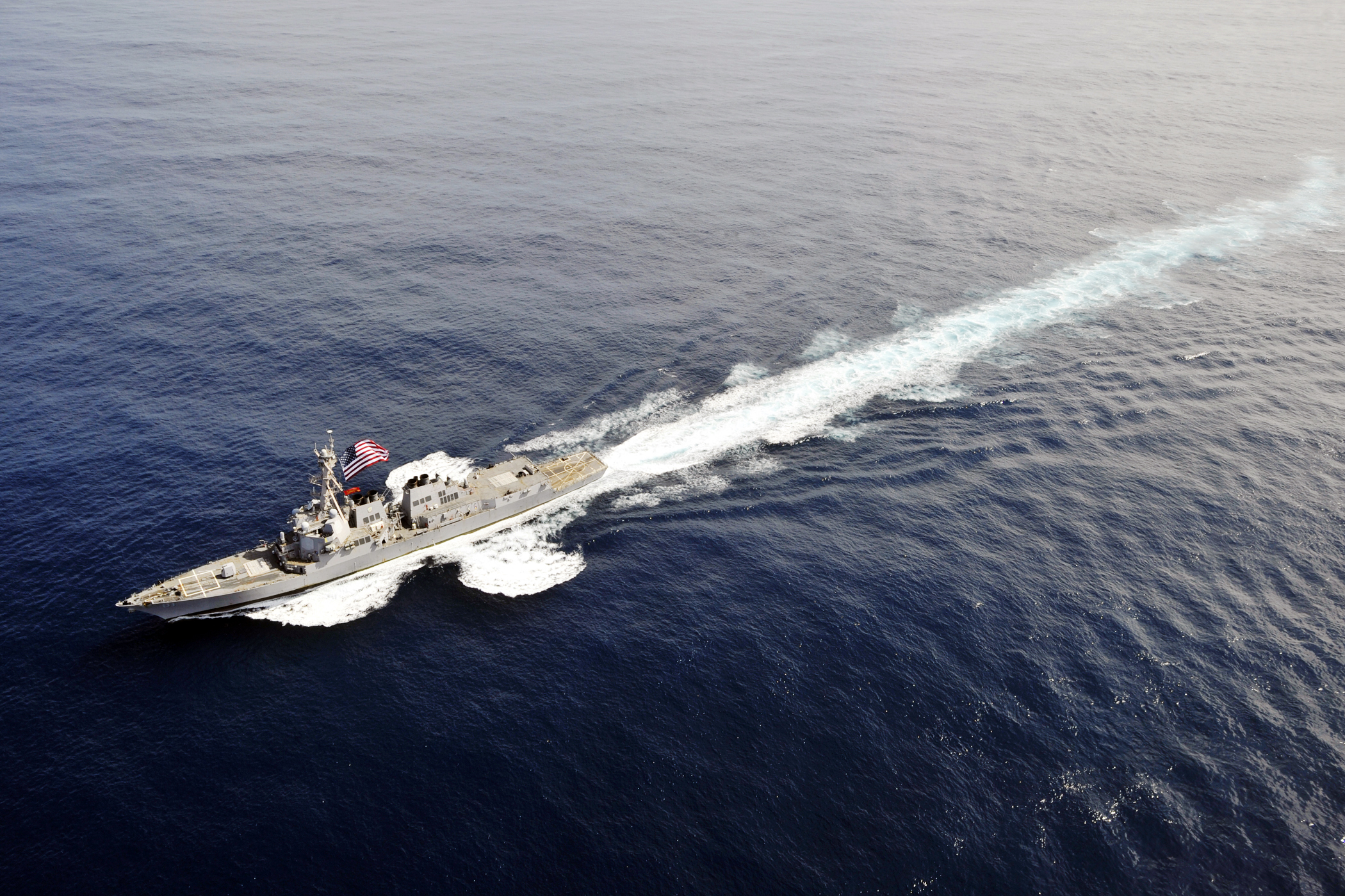
A Churchill egy amerikai-francia légvédelmi gyakorlat utolsó szakaszában.
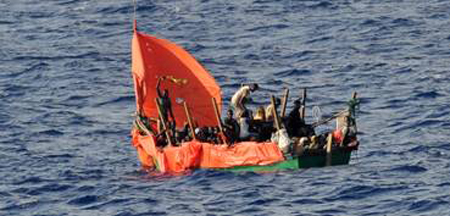
Az Ádeni-öbölben hánykódó, menekültekkel megrakott hajó, amelyet a Churchill 2010. szeptember 27-én vontatókötélre vett. Másnap egy élelmiszert szállító hajó közeledésére a hajó utasai mind az egyik oldalra tódultak, mire a hajó felborult és elsüllyedt.
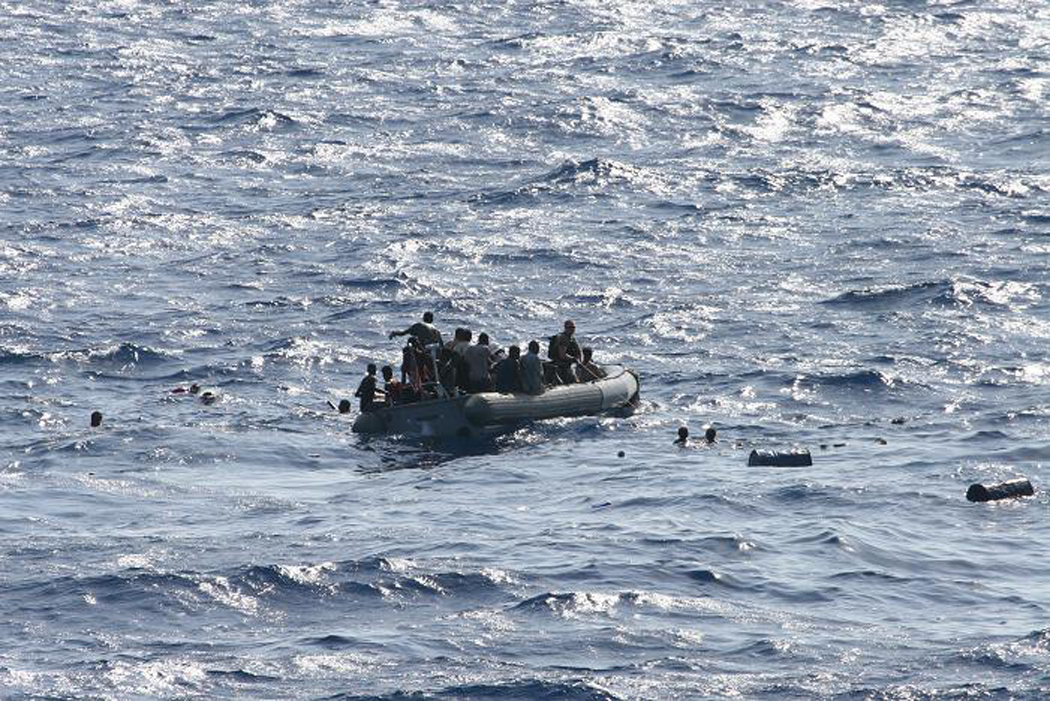
A Churchill egyik motorcsónakja a felborult hajó utasait menti a vízből. A fedélzeten tartózkodó 85 személyből csak 61-et tudtak kimenteni.
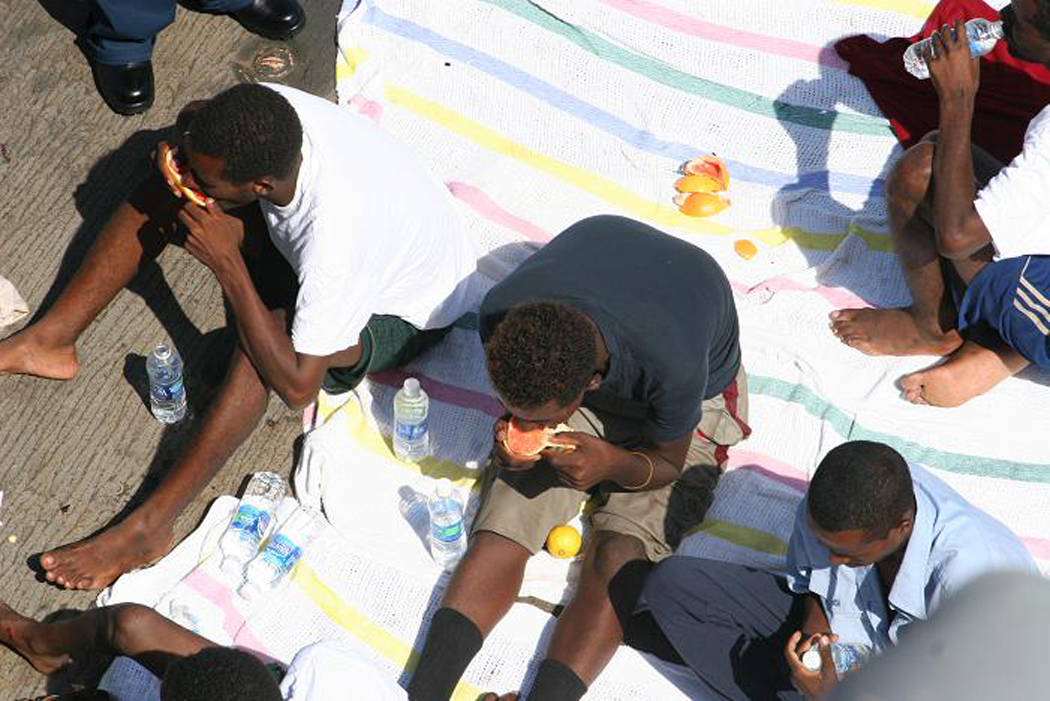
Szomáliai menekültek a Churchill fedélzetén.

### Fordítás
- Ez a szócikk részben vagy egészben  az   USS Winston Churchill (DDG-81) című angol Wikipédia-szócikk fordításán alapul.  Az eredeti cikk szerkesztőit annak laptörténete sorolja fel. Ez a jelzés csupán a megfogalmazás eredetét és a szerzői jogokat jelzi, nem szolgál a cikkben szereplő információk forrásmegjelöléseként.

## Külső hivatkozások
- Az USS Winston Churchill (DDG-81) hivatalos oldala. U.S. Navy. [2015. július 17-i dátummal az eredetiből archiválva]. (Hozzáférés: 2012. április 19.)